# Shelley Lubben
Shelley Lynn Moore (ur. 18 maja 1968 w Pasadenie, zm. 9 lutego 2019 w Springville) – amerykańska aktywistka oraz była prostytutka i aktorka pornograficzna występująca pod pseudonimem Roxy. Po opuszczeniu przemysłu porno, została nowonarodzoną chrześcijanką i rozpoczęła kampanię przeciwko pornografii i wykorzystywaniu kobiet w przemyśle pornograficznym.

## Życiorys
Urodziła się i dorastała w Pasadenie, w południowej Kalifornii jako najstarsza z trojga dzieci. Do ósmego roku życia miała szczęśliwe dzieciństwo. Gdy rodzina przeprowadziła się do innego miasta, straciła dawnych przyjaciół, rodzice przestali chodzić do kościoła. Nie miała dobrych relacji z nimi, a wychowywała ją telewizja.
W wywiadzie udzielonym gazecie „Deseret News”, Shelley Lubben oświadczyła, że w wieku dziewięciu lat została wykorzystana seksualnie przez starszego chłopaka i dziewczynę. Nikomu o tym nie mówiła, co przyczyniło się do tego, że bardziej zamknęła się w sobie. Gdy dorosła ojciec wyrzucił ją z domu, co sprawiło, że wylądowała na ulicy. Między innymi z tego powodu znienawidziła mężczyzn. Trauma po tym przeżyciu spowodowała, że jako 18-latka została prostytutką. Przez wielu klientów była bita i poniewierana. Z czasem zaczęła uciekać w świat narkotyków. 
W wieku 25 lat rozpoczęła karierę jako aktorka porno. W latach 1993–1994 pod pseudonimem Roxy wstąpiła w 15 filmach pornograficznych. Wkrótce wpadła w alkoholizm i uzależnienie od narkotyków oraz nabawiła się opryszczki. Jej historia była przedstawiona w filmie dokumentalnym Traffic Control.
W międzyczasie urodziła się córka Tiffany (ur. 1988), którą miała z jednym z klientów. Z powodu życiowych kłopotów miała kilka prób samobójczych. Zrozpaczona po tych wszystkich przejściach obiecała w modlitwie, że jeśli Bóg ją z tego wyciągnie to będzie Mu służyć do końca życia. Później poznała dilera narkotyków Garretta Lubbena, który podobnie wierzył w istnienie Boga, choć również mocno pogubił się w swym życiu. Garrett Lubben spędzał z nią dużo czasu, razem postanowili wrócić do chrześcijaństwa. Ostatecznie ich znajomość zakończyło się małżeństwem 14 lutego 1995. Mieli dwie córki: Teresę (ur. 1997) i Abigail (ur. 1999). Jednak w 2016 doszło do rozwodu.
Wystąpiła w filmie dokumentalnym Out of the Darkness (2011) i After Porn Ends (2012) z udziałem Amber Lynn, Asi Carrery, Niny Hartley, Richarda Pacheco, Rona Jeremy’ego, Stormy Daniels, Marka Davisa, Tommy’ego Gunna, Kylie Ireland, Tery Patrick i Jenny Jameson.

## Kampania przeciw pornografii
W 2005 zaczęła agresywną kampanię w internecie przeciwko wykorzystywaniu ludzi przez przemysł pornograficzny. W 2008 założyła organizację non-profit pod nazwą Pink Cross Foundation.
Celem założonej organizacji jest pomoc osobom uzależnionym od narkotyków, seksu i pornografii, a w szczególności kobietom związanym z przemysłem pornograficznym. Dzięki darowiznom organizacja pomaga zainteresowanym osobom wysyłając im paczki z literaturą religijną, muzyką chrześcijańską i Bibliami. Także w zależności od potrzeb wspiera materialnie i prowadzi pomoc duchową.
Od 2006 zaczęła wystawiać swoje stoisko na corocznych targach Adult Video News (AVN) Adult Entertainment Expos w Las Vegas i Exxxotica Expo LA Adult Entertainment Show and Convention. Wraz z grupą wolontariuszy oferowała religijną literaturę i praktyczną pomoc w formie pieniędzy czy wsparcia emocjonalnego.
Prowadząc rozmowy z ustawodawcami o jej doświadczeniach wspierała kalifornijskiego legislatora Charlesa Calderona w jego wysiłkach wprowadzenia 25% podatku dla sfery pornograficznej. Lubben opisuje sceny z filmów porno jako mechaniczne i brutalne pozbawiające intymności i degradujące kobietę sprowadzając ją do roli przedmiotu, co z reguły prowadzi do uzależnienia od narkotyków i alkoholu.
W styczniu 2013 szwajcarski artysta i model Patrick Nuo publicznie twierdził, że Lubben pomogła mu poradzić sobie z uzależnieniem od pornografii.
W styczniu 2016, Pink Cross Foundation została zamknięta.
Zmarła podczas snu 9 lutego 2019 w Springville w wieku 50. lat. Przyczyna śmierci była nieznana.

## Publikacje
- Shelley Lubben: Truth Behind the Fantasy of Porn: The Greatest Illusion on Earth. CreateSpace, 2010. ISBN 978-1-4538-6007-6.